# هندسه فرمان اکرمن

زوایای چرخ‌های جلو

هندسه فرمان اَکِرمَن (Ackermann steering geometry)
آرایش هندسی اهرم بندی در فرمان اتومبیل یا سایر وسایل نقلیه جهت رفع مشکل چرخ‌ها در درون و بیرون یک چرخش با نیاز به ترسیم دایره‌هایی با شعاع متفاوت می‌باشد.
در واقع اصل آکرمان جهت ایجاد شرایط درست پیچیدن است. شرایط درست پیچیدن وقتی حاصل می‌شودکه غلتش خالص روی دهد؛ یعنی هنگامیکه جهت حرکت عمود بر محور چرخ باشد. برای حصول شرایط غلتش خالص در یک مسیر منحنی، خطوطی که ازمحور هر یک از چهار چرخ می‌آیند بایستی در یک مرکز دَوَران مشترک همدیگر را قطع کنند.
این نقطه که در ان خطوط خارج شده از محور چرخ‌ها همدیگر را قطع می‌نمایند «مرکز آنی» نامیده می‌شود که موقعیت واقعی آن دائماً تغییر می‌کند. وقتی که چرخ‌های عقب روی یک محور باشند ولی موقعیت چرخ‌های جلو به یک اندازه تغیر کند مرکز آنی در طول یک خط گسترش یافته خیالی کشیده شده از محور عقب قرار می‌گیرد که با موازی قرار دادن بازوی‌های میله ترک حاصل می‌شود. ولی اگر چرخ‌ها مسیر طبیعی خود را دنبال کنند می‌خواهند در یک نقطه به هم برسند و سرانجام همدیگر را قطع کنند.
وقتی چرخ‌های خودروها در یک مسیر منحنی به خوبی گردش می‌کنند که هر دو چرخ حول مرکز واحدی بچرخند. بر اساس این اصل است که الزاماً خطوط عمودی که از صفحه هر چرخ خارج می‌شود از مرکز قوس عبور نماید اگر یکی از خطوط یا هردو از مرکز دوران نگذرند چرخ‌ها به جای غلتیدن در روی مسیر منحنی به شکل لغزش سریع حرکت نموده و مانع از هدایت صحیح و سبب ایجاد لاستیک سایی می‌گردند.